# پتر سایسنباخر
پتر سایسنباخر (انگلیسی: Peter Seisenbacher؛ زادهٔ ۲۵ مارس ۱۹۶۰) جودوکار اهل اتریش است.
وی در مسابقات کشوری و بین‌المللی در مجموع برندهٔ ۴ مدال طلا، ۳ مدال نقره، ۴ مدال برنز شده‌است.